# Scuticaria irwiniana
Scuticaria irwiniana (лат.) — вид однодольных растений рода Scuticaria семейства Орхидные (Orchidaceae). Растение впервые описано бразильским ботаником Гиду Фредерику Жуаном Пабстом в 1973 году.

## Распространение, описание
Является эндемиком Бразилии, хотя есть сомнительные данные о произрастании вида на территории Гайаны. Распространён в штате Минас-Жерайс, на высоте около 1750—1955 м над уровнем моря.
Литофитное растение маленького или среднего размера с ползучим корневищем. Псевдобульба вальковатая, короткая, несёт одиночный прямой острый лист длиной до 25 см. Соцветие с одним цветком. Цветёт летом.